# Úrvacsora
Az úrvacsora (latinul communio, görögül eukharisztia) a szinoptikus evangéliumokban található esemény, ma a protestáns egyházak egyik szentsége. Kenyértörésnek, áldozásnak vagy a katolikusok oltáriszentségnek is nevezik.
A fogalom keletkezéstörténetét és a téma ökumenikus keresztény vonatkozásait lásd az eucharisztia szócikkben.

## Biblia
És vette a kenyeret, hálát adott, megtörte és e szavakkal adta nekik: „Ez az én testem, amely tiérettetek adatik: ezt cselekedjétek az én emlékezetemre.” Hasonlóképpen vette a poharat is, miután megvacsoráztak, és ezt mondta: „E pohár az új szövetség az én vérem által, amely tiérettetek ontatik ki.
Mert én az Úrtól vettem, amit át is adtam néktek, hogy az Úr Jézus azon az éjszakán, amelyen elárultatott, vette a kenyeret, és hálát adva megtörte, és ezt mondotta: „Vegyétek, egyétek, ez az én testem, amely tiérettetek megtöretik, ezt cselekedjétek az én emlékezetemre.” Hasonlóképpen vette a poharat is, miután vacsoráltak, és ezt mondta: „E pohár amaz új szövetség az én vérem által, ezt cselekedjétek, valamennyiszer isszátok az én emlékezetemre.

## Az úrvacsora különböző értelmezései
A 16. század reformátorai általában elvetették a katolikus egyház átlényegülési tanát, valamint azt a szokást is, hogy az úrvacsorát a közösségnek csak egy szín alatt, azaz csak a kenyér alakjában szolgáltatják ki; de arra nézve, hogy az úrvacsora szereztetési igéi („ez az én testem…”) miként értendők, egymás közt sem értettek egyet.
Luther szerint a kenyér és bor a megszentelés után is megmarad kenyérnek és bornak, de azzal általunk nem érthető módon, (bár az ubiquitas tana ad erről némi felvilágosítást) egyesül Krisztus teste és vére, úgy, hogy a kenyérben vagy a kenyérrel együtt Krisztus valódi teste adatik az úrvacsorával élőknek.
Ulrich Zwingli úgy tekintette a megtört kenyeret és kitöltött bort mint a Krisztus halálára emlékeztető, s a halálával szerzett üdvről a hívőket biztosító jeleket.
Kálvin János szerint az úrvacsorában csak kenyér és bor adatik, de aki azokat igaz hittel veszi, az egyszersmind lelki szájával (spiritualiter) Krisztus testét és vérét veszi magához.
Philipp Melanchthon élete utolsó pár évtizedében jelentősen közeledett a kálvini felfogáshoz; az unitáriusok tisztán emlékeztető jeleknek tekintik az úrvacsorai elemeket. A német és helvét reformáció között kezdetben csupán az úrvacsorai tan jelentett lényeges eltérést (Marburgi kollokvium), a különbségeket azonban tovább növelte a Kálvin-féle eleve elrendelési tan. A két egyház közötti egyesülést 350 éven keresztül folyton ezen két hitcikk akadályozta.
A katolikus, evangélikus és a Zwingli alapította zürichi egyházban kovásztalan kenyeret vagyis ostyát, a kálvinista és unitárius egyházakban kovászos, vagyis rendes kenyeret használnak.

## Az úrvacsora liturgiája

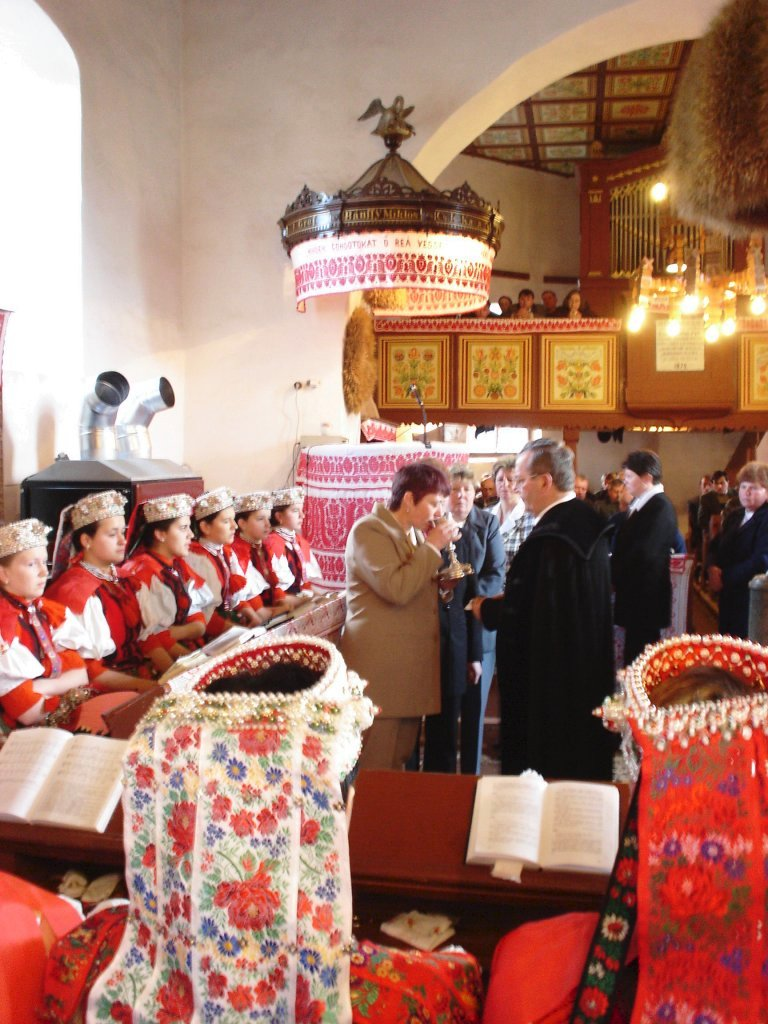
Úrvacsora Erdélyben, Kalotaszentkirályon 2007 húsvétján

Egységes eucharisztikus gyakorlatról a protestantizmus esetében – annak eredendően decentralizált és pluralista volta miatt – nem beszélhetünk. A reformáció kora óta létrejött számtalan felekezet mindegyikének megvan a saját gyakorlata; az úrvacsora valamilyen formában a vallásgyakorlat lényeges részét képezi.
A protestáns teológia fókuszában a Biblia és a szentségek állnak, az istentiszteletnek így két pillére van: az igei és a szentségi elem. Mind a lutheri, mind a kálvini úrvacsora-tanítás a szentséggel való mind gyakoribb élést szorgalmazza. Ennek ellenére helyenként csak a nagyobb ünnepeken kerül sor úrvacsoraosztásra, gyakoribb mégis a minden vasárnapon vehető úrvacsora gyakorlata. Az úrvacsora folyamán minden hívő részesül mind a kenyértörésből, mind a kehelyből. A kehelybe minden esetben bort töltenek (eltekintve az alkoholfogyasztást még az Úrvacsora alkalmával is bűnnek tartó felekezetektől, ez utóbbiak szőlőlevet használnak; az ittas vezetést nagyon szigorúan kezelő országokban szintén szokás, hogy az autót vezető családtag a jelképes szőlőléből iszik). Az úrvacsora kiosztása gyülekezetenként különböző módon történhet. Van, ahol közös kehely jár körbe, de van, ahol minden hívőnek megvan a saját pohárkája. Ugyancsak nem egységes a bor és az ostya külön vétele illetve bemártva vétele.

### Reformátusegyház
A liturgikus tér kiemelt helyén áll az ún. úrasztala, a lelkész innen osztja ki az úrvacsorát. Az úrvacsorához kovászos kenyeret használnak. Az Úrvacsora vétele előtt a lelkész egy bűnvalló imádságot mond el, majd a gyülekezet együtt elmondja az apostoli hitvallást. A lelkész elmondja az Úrvacsora szereztetési igéjét:
Mert én az Úrtól vettem, a mit néktek előtökbe is adtam: hogy az Úr Jézus azon az éjszakán, melyen elárultaték, vette a kenyeret,
És hálákat adván, megtörte és ezt mondotta: Vegyétek, egyétek! Ez az én testem, mely ti érettetek megtöretik; ezt cselekedjétek az én emlékezetemre.
Hasonlatosképen a pohárt is vette, minekutána vacsorált volna, ezt mondván: E pohár amaz új testamentom az én vérem által; ezt cselekedjétek, valamennyiszer isszátok az én emlékezetemre.
Mert valamennyiszer eszitek e kenyeret és isszátok e pohárt, az Úrnak halálát hirdessétek, a míg eljövend.
A lelkész hitvalló kérdéseket tesz fel a gyülekezetnek, majd következik a szentség jegyeinek kiosztása. Némely gyülekezetben mindenki az Úrasztalához járul, máshol (főleg a modern gyülekezetekben) körbeadják a bort és a kenyeret.
Az Úrvacsora előtt vagy után a lelkész figyelmezteti a gyülekezetet arra, hogy nehogy visszaéljen valaki ezzel a szentséggel:
Azért a ki méltatlanul eszi e kenyeret, vagy issza az Úrnak poharát, vétkezik az Úr teste és vére ellen.
Próbálja meg azért az ember magát, és úgy egyék abból a kenyérből, és úgy igyék abból a pohárból,
Mert a ki méltatlanul eszik és iszik, ítéletet eszik és iszik magának. (I Korintus 11:23–29)
Ezután áldással elbocsátja a híveket.

„1. Fohász
Kegyelem néktek és békesség az Atya Istentől és a mi Urunk Jézus Krisztustól, ki magát adta a mi bűneinkért, hogy kimentene minket a jelenvaló gonosz világból az Istennek, a mi Atyánknak akaratja szerint, kinek legyen dicsőség mindörökkön örökké! Ámen.
2. Szertartási beszéd.
Halljátok meg, Testvéreim, miként szerezte Jézus Krisztus az úri szent vacsorát. Elénkbe adja ezt szent Pál apostol a Korinthusbeli gyülekezethez írott elő levele 11. részének a 23. versétől kezdve a következőképpen:
	„Én az Úrtól vettem, amit néktek előtökbe is adtam: hogy az Úr Jézus azon az éjszakán, melyen elárultaték, vette a kenyeret és hálákat adván, megtörte és ezt mondotta: Vegyétek, egyétek! Ez az én testem, mely tiérettetek megtöretik: ezt cselekedjétek az én emlékezetemre.
	Hasonlóképen a pohárt is vette, minekutána vacsorált volna, ezt mondván: E pohár amaz új testámentum az én vérem által; ezt cselekedjétek, valamennyiszer isszátok, az én emlékezetemre.
	Mert valamennyiszer eszitek e kenyeret és isszátok e pohárt, az úrnak halálát hirdessétek, amíg eljövend.” I Kor. 11,23–26.
Hallottátok, atyámfiai, miképen szerezte a mi Urunk Jézus Krisztus az úri szent vacsorát, valamint azt is, hogy mekkora tisztességgel és milyen tisztasággal kell azt az ő anyaszentegyházának kiszolgáltatnia mind az időknek végeztéig.
3. Bűnvalló imádság.
Készüljünk tehát e királyi vendégségre alázatosan, megvallván a mi bűneinket a szent és a kegyelmes Isten orcája előtt a következőképpen:
Mindenható és örökkévaló Istenünk!
Édes Atyánk az Úr Jézus Krisztusban!
Megismerjük és megvalljuk te előtted, hogy mi szegény bűnösök bűnben születtünk, hajlandók vagyunk a gonoszra és tehetetlenek a jóra, akik napról napra sokféleképpen áthágjuk a te szent parancsolataidat, úgy, hogy a te igaz ítéleted szerint kárhozatot érdemlünk és örök halált.
De óh uram! Íme törődött szívvel szánjuk és bánjuk, hogy sokképpen megbántottunk téged; igaz bűnbánattal mondunk ítéletet magunkra és bűneinkre; alázatos lélekkel kiáltunk hozzád, jöjj segítségül a mi nyomorúságunknak. Könyörülj rajtunk könyörület Atyja, bocsásd meg bűneinket, szent Fiadnak, a mi Megváltónknak szerelméért! Közöld velünk és nevelj bennünk Szentlelked ajándékait, hogy azoknak világánál min inkább általlátván minden bűneinket, erejük által tagadjuk meg és vetkezzük le a bűnt és teremjük a megigazulás és a megszentelődés jó gyümölcseit, hogy azok kedves áldozatul legyenek néked, a mi Urunk Jézus Krisztus által. Ámen.
4. Nyilvános vallástétel és fogadalom.
Vallást tettünk a mi bűneinkről, jertek, tegyünk vallást a mi hitünkről, elmondván az egyetemes keresztyén egyház hitvallását;
Hiszek egy Istenben, mindenható Atyában, mennynek és földnek teremtőjében.
És a Jézus Krisztusban, Ő egyszülött Fiában, mi Urunkban, ki fogantaték Szentlélektől, születék szűz Máriától, szenvede Poncius Pilátus alatt, megfeszítteték, meghala és eltemetteték, szálla alá poklokra, harmad napon halottaiból feltámada, felméne mennyekbe, ül a mindenható Atya Istennek jobbján, onnan lészen eljövendő ítélni eleveneket és holtakat. Hiszek Szentlélekben. Hiszek egy, közönséges, keresztyén anyaszentegyházat, Hiszem a szentek egyességét, bűneinknek bocsánatját, testünknek feltámadását és az örök életet. Ámen
Jóllehet, testvéreim, én a ti hitetekben nem kételkedem, mindazonáltal anyaszentegyházunk állandó gyakorlatához képest még néhány kérdést intézek hozzátok, amelyre mindannyian hitetek és meggyőződésetek szerint lelkiismeretesen és hallható szóval feleljetek meg.
Azt kérdezem először is: Hiszitek-e, hogy az Istentől igazságban, szentségben és ártatlanságban teremtett első emberpár bűnesete folytán ti magatok is mindenestől fogva gyarlók, esendők és bűnösök vagytok, akik saját erőtökből Isten ítélő széke előtt meg nem állhattok, sőt büntetést, halált és kárhozatot érdemeltek?
A gyülekezet tagjai fennhangon felelik: Én ezt hiszem és vallom.
Másodszor: Hiszitek-e, hogy Isten a bűnös emberen megkönyörülvén, az Ő szent Fiát, az Úr Jézus Krisztus tiérettetek testben elbocsátotta, kinek egyszeri tökéletes áldozatjával a bűnnek hatalmát és a kárhozatnak erejét elvette s titeket ingyen kegyelemből a Jézus vérének érdeméért hit által megigazít?
A gyülekezet tagjai fennhangon felelik: Én ezt hiszem és vallom.
Harmadszor: Hiszitek-e, hogy Isten, aki feltámasztotta az Úr Jézus Krisztust, általa minket is feltámaszt a halálból és halandó testünket halhatatlanságba öltöztetvén, átvisz az Ő örök dicsőségébe?
A gyülekezet tagjai fennhangon felelik: Én ezt hiszem és vallom.
A lelkipásztor folytatja: Mindezeket bizonnyal elhívén ígéritek-e, fogadjátok-e, hogy ti e kegyelemért háládatosságból egész életeteket az úrnak szentelitek és már e jelenlévő világban, mint az Ő megváltottjai az ő dicsőségére éltek?
A gyülekezet tagjai fennhangon felelik: Ígérem és fogadom.
Ezután a lelkipásztor mondja: Én is mindezeket veletek együtt hiszem és vallom, ígérem és fogadom.
5. Bűnbocsánat hirdetés.
Most azért én, mint az én Uramnak, a Jézus Krisztusnak méltatlan bár, de hivatalos szolgája, hirdetem néktek a ti bűneiteknek bocsánatját és az örök életet, amelyet megáld a mi Urunk Istenünk, ingyen kegyelemből az Ő szent Fiáért mindnyájunknak. Ámen.
6. Meghívás az Úr asztalához.
Most azért, akik magatokat illendőképpen elkészítettétek járuljatok a szent asztalhoz alázatos szívvel és szép renddel.
7. A szent jegyek kiosztása.
8. Bezáró rövid beszéd.
Keresztyén Atyámfiai, így szerezte a mi Urunk Jézus Krisztus az utolsó vacsorát. Így éltek vele az apostolok, hitvalló őseink és így éltünk vele Isten kegyelméből mi is. Minek előtt azonban elbocsátanánk titeket, kérünk és intünk, hogy Isten kegyelmét hiábavalóvá ne tegyétek magatokban. Ne uralkodjék többé tibennetek a bűn; sőt viseljétek magatokat a ti keresztyéni rendeltetésetekhez méltóan, hogy semmi titeket meg ne foszthasson Istennek ama szeretetétől, amelyet kijelentett és hozzátok megbizonyított a Jézus Krisztusban. Legyetek, mint az Ő szentei és szerettei, könyörületesek; öltözzetek fel a jóságot, alázatosságot, szelídséget, béketűrést. Szenvedjétek el egymást szeretetben, és ha egymásra valami panaszotok vagyon, bocsássatok meg egymásnak, mint Jézus megbocsátott tinektek. Az Istennek békessége uralkodjék a ti szívetekben, melyre hívattatok is egy testben.
Most, mielőtt megtérnénk hajlékunkba, jertek, emeljük fel szívünket Istenhez és adjunk hálát velünk közölt kegyelmességéért, imádkozván eképpen:
Hálaadó imádság.
Miatyánk.
Megáldás.”

– Az 1930-as, Ravasz László által összeállított liturgia részletesen

### Evangélikus egyház
Az úrvacsorát több imádság vezeti be, ezek közül első a prefáció, amelyet a Sanctus éneklése követ. Ezután jön az epiklézis, amelyben a gyülekezet a Szentlelket hívja, hogy Krisztus teste és vére által egy testvéri közösségé legyen. Majd a gyülekezet a Miatyánkot imádkozza.
Ezután a lelkész először az ostyát tartalmazó paténát, majd a bort tartalmazó kelyhet kézbe véve elmondja az ún. szerzési igéket, az alábbi formula szerint:
„A mi Urunk, Jézus Krisztus azon az éjszakán, amelyen elárultatott, kezébe vette a kenyeret, hálát adott, és megtörte, tanítványainak adta, és ezt mondta: Vegyétek, egyétek, ez az én testem, amely tiértetek adatik. Ezt cselekedjétek az én emlékezetemre. […] Hasonlóképpen, miután vacsorált, kezébe vette a poharat is, hálát adott, nekik adta, és ezt mondta: Igyatok ebből mindnyájan, e pohár az új szövetség az én véremben, amely tiértetek és sokakért kiontatik bűnök bocsánatára. Ezt cselekedjétek, valamennyiszer isszátok az én emlékezetemre.”
Ezt követi az Úr halálának hirdetése, valamint a gyülekezet által énekelt Agnus Dei. A lelkész rövid ima után így szól: „Az Úr békessége legyen mindenkor veletek! Íme, minden kész: járuljatok az Úr szent asztalához!”
Az úrvacsorát a gyülekezet tagjai szokásosan soronként az oltárhoz térdelve veszik magukhoz. A lelkész az oltár felé nézve jobbról kezdve osztja először az ostyát, majd adja a kelyhet. A lelkész az osztást követően az oltár közepe elé visszalépve bocsát el minden sort.
Az úrvacsora kiosztása után a lelkész imádságra hívja a gyülekezetet (postcommunio). Ezt követi – az egész istentisztelet befejezéseként – az elbocsátás, valamint az Ároni- vagy a Szentháromsági áldás.

## Az úrvacsora a művészetben
- Csók István Úrvacsora című festménye
- Ingmar Bergman Úrvacsora (1963) című filmje